# Diacamma
Diacamma é um gênero de insetos, pertencente a família Formicidae.

## Espécies
- Diacamma assamense
- Diacamma australe
- Diacamma baguiense
- Diacamma bispinosum
- Diacamma ceylonense
- Diacamma cupreum
- Diacamma cyaneiventre
- Diacamma holosericeum
- Diacamma intricatum
- Diacamma jacobsoni
- Diacamma longitudinale
- Diacamma palawanicum
- Diacamma pallidum
- Diacamma panayense
- Diacamma purpureum
- Diacamma rugivertex
- Diacamma rugosum
- Diacamma scalpratum
- Diacamma sericeiventre
- Diacamma tritschleri